# Sovata, Veliko Tărnovo
Sovata (în bulgară Совата) este un sat în comuna Sviștov, regiunea Veliko Tărnovo,  Bulgaria. 

## Demografie
Componența etnică a satului Sovata
     Bulgari (98,59%)
     Nicio identificare (1,4%)
     Altele (0%)
La recensământul din 2011, populația satului Sovata era de 142 locuitori. Din punct de vedere etnic, majoritatea locuitorilor (98,59%) erau bulgari. Pentru 1,4% din locuitori nu este cunoscută apartenența etnică.